# Consistório Ordinário Público de 1915
O papa Bento XV criou seis cardeais, cinco italianos e um austríaco, em um consistório em 6 de dezembro de 1915. Quatro haviam servido no corpo diplomático da Santa Sé . Gusmini foi o sucessor de Bento XVI como Arcebispo de Bolonha. A membresia do Colégio dos Cardeais, após este consistório, incluía 29 italianos e 32 não italianos.

## Cardeais Eleitores
| Nº                 | País               | Nome                            | Idade              | Cargo                                                     | Título ou Diaconia                                           |
| Cardeais eleitores | Cardeais eleitores | Cardeais eleitores              | Cardeais eleitores | Cardeais eleitores                                        | Cardeais eleitores                                           |
| ------------------ | ------------------ | ------------------------------- | ------------------ | --------------------------------------------------------- | ------------------------------------------------------------ |
| 1                  | Itália             | Giulio Tonti                    | 70                 | Núncio apostólico em Portugal                             | Cardeal-Presbítero de Santos Silvestre e Martinho nos Montes |
| 2                  | Itália             | Alfonso Mistrangelo, Sch. P.    | 63                 | Arcebispo de Florença                                     | Cardeal-Presbítero de Santa Maria dos Anjos                  |
| 3                  | Itália             | Giovanni Cagliero, S.D.B.       | 77                 | delegado apostólico para Costa Rica, Nicarágua e Honduras | Cardeal-Presbítero de São Bernardo nas Termas Dioclecianas   |
| 4                  | Áustria            | Andreas Früwirth, O.P.          | 70                 | Núncio apostólico em Baviera                              | Cardeal-Presbítero de Santos Cosme e Damião                  |
| 5                  | Itália             | Raffaele Scapinelli di Leguigno | 57                 | Núncio apostólico em Áustria-Hungria                      | Cardeal-Presbítero de São Jerônimo dos Croatas               |
| 6                  | Itália             | Giorgio Gusmini                 | 59                 | Arcebispo de Bolonha                                      | Cardeal-Presbítero de Santa Susana                           |

## Link Externo
- «Catholic Hierarchy» (em inglês)